# Yoshiko Yoshiizumi
Yoshiko Yoshiizumi (吉泉 賀子, Yoshi'izumi Yoshiko) est une sauteuse à ski japonaise née Yoshiko Kasai (葛西 賀子, Kasai Yoshiko) le 23 janvier 1980. Elle a commencé sa carrière internationale en 2003.

## Palmarès

### Championnats du monde
| Épreuve / Édition | Oslo 2011 |
| Saut à ski        | 12e       |

### Coupe du monde
- Meilleur classement général : 24e en 2012.
- Meilleur résultat individuel : 12e.

#### Classements généraux annuels
| Année | Rang |
| 2012  | 24e  |
| 2013  | 54e  |
| 2014  | 52e  |

### Coupe continentale
- Meilleur classement général : 12e en 2006.